# 斯圖爾特島 (阿拉斯加州)
斯圖爾特島（英語：Stuart Island）是美國的島嶼，由阿拉斯加州負責管轄，位於白令海中，毗鄰聖邁克爾島，長15公里、寬10公里，面積135平方公里，是馴鹿的棲息地，島上無人固定居住。
63°35′23″N 162°31′51″W / 63.58972°N 162.53083°W